# سيلوتكس ضد كاتريت
سيلوتكس ضد كاتريت (1986) كانت قضية حكمت بها المحكمة العليا في الولايات المتحدة، كتبت بواسطة القاضي المساعد وليام رينكويست.في سيلوتكس، علقت المحكمة أن الطرف الذي تحرك من أجل إصدار حكم عاجل يحتاج فقط إلى أن يظهر أن الطرف الثاني يفتقر إلى الأدلة الكافية لدعم قضيته. النسخة المحدودة من هذا المبدأ أضيف لاحقا بشكل رسمي إلى القواعد الفدرالية للاجراءات المدني ‏ة.
سيلوتيكس كانت واحده من «ثلاثية» قرارت المحكمة العليا المستعجلة الصادرة في عام 1986, والاثنان الآخران هما نادرسون ضد.ليبريتي لوبي وماتسوشيتا للصناعات الكهربائية ضد. شركه زينيث راديو ‏....خلال 20 سنه أصبح هؤلاء الثلاثة أكثر قرارت المحكمة المستشهد بها في نظام المحاكم الفدرالية الأمريكية.

## تاريخ القضية
في سبتمبر 1980، رفعت كاتريت (المدعي عليها) دعوى قضائية ضد خمسة عشر مصنعا وموزعا أسبستس وهو الحرير الصخري من ضمنهم شركة سيلوتكس (المدعى عليه)-في محكمه مقاطعه كلومبيا في الولايات المتحدة، بالاعتماد على أدلة، ادعت أن زوجها لويس اتش كاتريت، توفي عام 1979 من مشاكل صحية نتيجة تعرضه للأسبست المصنع أو الموزع من قبل المتهمين. سعت كاتريت إلى الحصول على المطالبات الناتجه عن الإهمال وختراق الضمان والمسؤولية الصارمة من جانب الشركات المدعى عليها.
قدم اثنان من المتهمين التماسات للفصل بسبب عدم الاختصاص الشخصي. منحت محكمة المقاطعة الطلبات وابقت على 13 شركة بما في ذلك شركة سيلوتكس قدمت طلبات للحكم الموجز على أسس أخرى. قدمت شركة سيلوتكس طلبها في سبتمبر 1981 وجادلت بأن ذلك الحكم الموجز كان صحيحا لأن كاتريت فشلت في تقديم أدلة على أن أي من منتجات سيلوتكس كانت السبب المباشر للأضرار داخل حدود الولاية القضائية للمحكمة. أشارت سيلوتكس إلى أن كاتريت فشلت في الاستجوابات في تحديد شهود يمكن أن يشهدوا على تعرض زوجها لمنتجات سيلوتكس. ثم سعت كاتريت لأدخال 3 وثائق كأدلة: نسخه من ترسب المتوفى، ورسالة من أحد أرباب العمل المتوفين السابقين الذين خططت لأستدعائهم كشاهد في المحكمة، ورسالة من مسؤول في شركه تامين إلى محامي كاتريت. زعمت كاتريت ان كل وثيقة هي اثبات ان المتوفى قد تعرض لمنتجات سيلوتكس للأسبست في شيكاغو خلال 1970-1971. اعترضت شركة سيلوتكس على الادلة، بحجه أن الوثائق الثلاثة كانت اشاعات وبالتالي لايمكن النظر اليها في معارضة اقتراح سيلوتكس للحكم الموجز. أيدت محكمة المقاطعة اعتراض سيلوتكس على الادلة.
وجدت محكمة المقاطعة الفدرالية ان كاتريت افتقرت إلى لأدلة التي تظهر انها يمكن ان تسود في المحكمة على أساس رجحان الأدلة. وبموجب القانون 56 من القوانين الفدرالية للاجراءات المدنية، حكم موجز، رفضت القضية. وعند الاستئناف، نقضت محكمة الاستئناف في مقاطعه كولومبيا ‏ قرار محكمة المقاطعة. اخيرا، نقضت المحكمة العليا قرار محكمة الاستئناف وأعادت القضية.

## قضايا
المسألة في هذه القضية هي ما إذا تعمدت المدعى عليها شركة سيلوتكس اظهار أن المدعية قدمت أدلة غير كافية تثبت تعرض زوجها لأسبست سيلوتكس وكان أساسا كافيا لأصدار الحكم الموجز. فسر البعض على أنه نقل عبء الأثبات للحكم الموجز من طرف المتحرك («متحرك») إلى المدعى عليه (تحديا وجهياَ Adickes ضد (1970).S.H. Kress Co ‏ .رغم أن المحكمة لم تبطل كريس من الناحية التقنية، وفي الحقيقة حاولت التوفيق بين قرار شركه سيلوتكس والقضية السابقة).
وأكدت شركه سيلوتكس أن المتحرك يتعين عليه «اظهار» أن المدعى
عليه ليس لديه الادلة الكافية لاثباء قضية الوجاهة (على سبيل المثال، من خلال الاشاره إلى اكتشاف استجابات محدده حيث يعترف المدعي عليه بنقص الادلة).
جادل المدعي المدعى عليه بأن اقتراح شركة سيلوتكس للحكم بإجراءات موجزة لم يتم «دعمه» بما فيه الكفاية، وأنه يجب على الطرف المدعى عليه تقديم إقرارات خطية. على هذا الأساس، نقضت محكمة الاستئناف قرار منح حكم موجز لشركة سيلوتكس، لكن المحكمة العليا ذكرت في قرارها أن الإقرارات غير ضرورية، طالما أنها أثبتت عدم وجود قضية حقيقية للمحاكمة.
وبالتالي، وفقًا لمعيار سيلوتكس، يجب أن يظهر المدعى عليه في طلب الحكم الموجز عدم وجود قضايا واقعية حقيقية في ادعاء المدعي، على الرغم من أن المدعى عليه غير مطالب على وجه التحديد بنفي أي جوانب من ادعاءات خصمه.

### أعمال مستشهد بها
- Rowe، Thomas D., Jr.؛ Sherry، Suzanna؛ Tidmarsh، Jay (2016). Civil Procedure (ط. 4th). St. Paul: Foundation Press. ISBN:978-1628101324.{{استشهاد بكتاب}}:  صيانة الاستشهاد: أسماء متعددة: قائمة المؤلفين (link)

## روابط خارجية
- 477 U.S. [الإنجليزية]‏ 317 (1986) Full text opinion from Findlaw.com
- Full text opinion on Lawlio.com نسخة محفوظة 2 فبراير 2017 على موقع واي باك مشين.
- Case Brief for Celotex Corp. v. Catrett